# Tennis in Finland
Dit is een overzicht van de beste tennissers en tennissters van Finland, alle enkelspeltitels van Finse tennissers en tennissters en alle tennistoernooien in Finland.

## Mannen

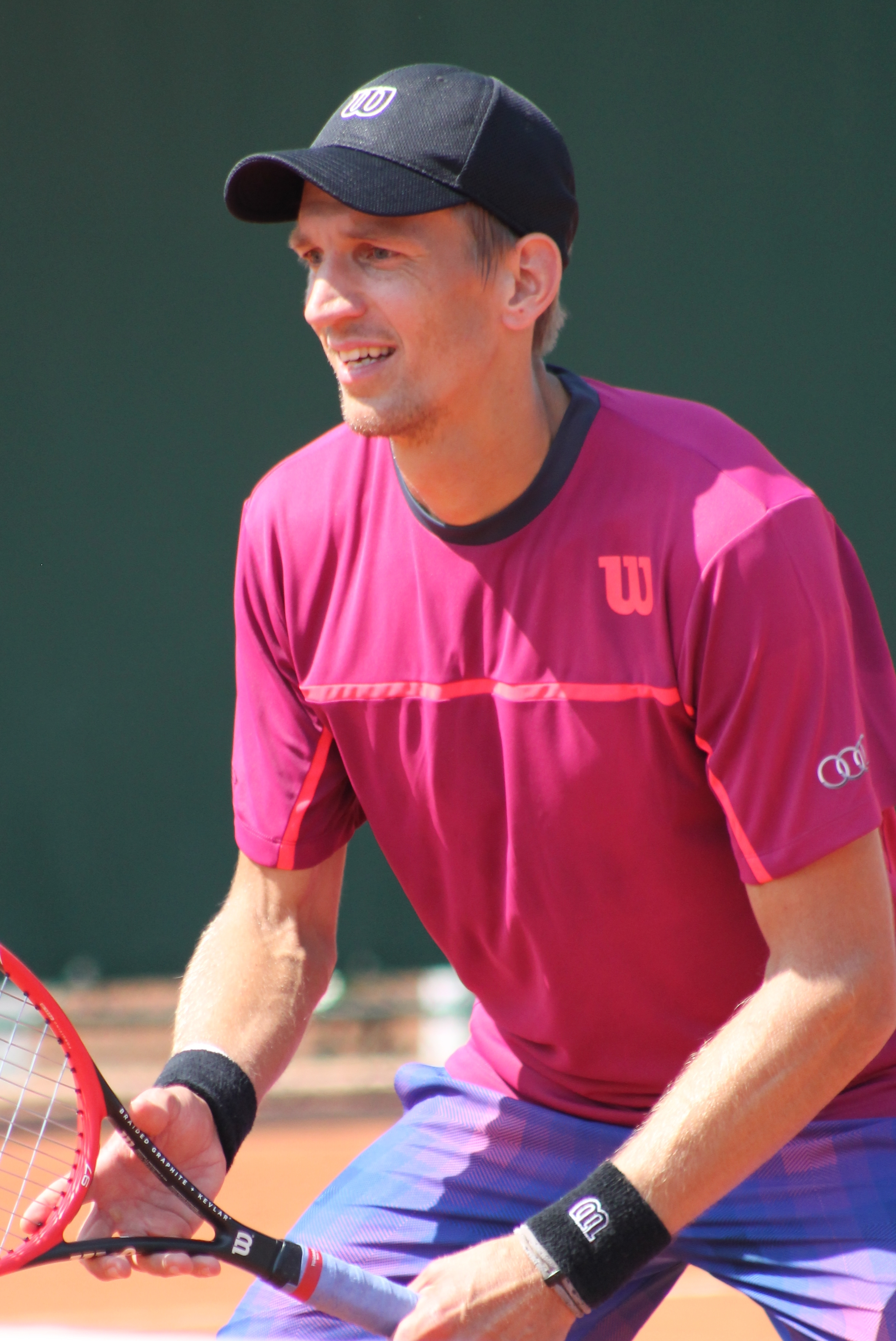
Jarkko Nieminen (13e) de hoogst gerankte Finse tennisser uit de geschiedenis.

### "Top 150" spelers enkelspel

#### Vanafopen tijdperk
| Nr. | Speler          | Hoogste positie | Datum hoogste positie | W-V     | Titels | Finales |
| --- | --------------- | --------------- | --------------------- | ------- | ------ | ------- |
| 1.  | Jarkko Nieminen | 13              | 2006-07-10            | 408-348 | 2      | 11      |
| 2.  | Veli Paloheimo  | 48              | 1990-10-01            | 46-60   | 0      | 0       |
| 3.  | Aki Rahunen     | 57              | 1990-06-25            | 31-46   | 0      | 0       |
| 4.  | Olli Rahnasto   | 88              | 1989-02-13            | 11-26   | 0      | 0       |
| 5.  | Leo Palin       | 92              | 1982-05-17            | 28-61   | 0      | 1       |
| 6.  | Ville Liukko    | 117             | 1999-09-20            | 12-13   | 0      | 0       |
| 7.  | Tuomas Ketola   | 130             | 1998-05-04            | 16-44   | 0      | 0       |

Bijgewerkt t/m 05-05-2019

#### Vooropen tijdperk
| Nr. | Speler          | Hoogste TB ranking | Datum hoogste ranking | W-V   | Titels | Finales |
| --- | --------------- | ------------------ | --------------------- | ----- | ------ | ------- |
| 1.  | Arne Grahn      | 78                 | 1926-10-04            | 25-22 | 0      | 1       |
| 2.  | Reino Nyyssonen | 89                 | 1962-10-01            | 49-64 | 0      | 1       |

### Finaleplaatsen
| Legenda                       | Legenda               |
| ----------------------------- | --------------------- |
| Grand Slam                    |                       |
| Olympische Spelen             |                       |
| tot 2009                      | vanaf 2009            |
| Tennis Masters Cup            | ATP Finals            |
| ATP Masters Series            | ATP Tour Masters 1000 |
| ATP International Series Gold | ATP Tour 500          |
| ATP International Series      | ATP Tour 250          |

#### Enkelspel (open tijdperk)
| Nr.              | Datum            | Toernooi       | Ondergrond    | Winnaar                | Tegenstander in finale | Score                   | Details |
| ---------------- | ---------------- | -------------- | ------------- | ---------------------- | ---------------------- | ----------------------- | ------- |
| Gewonnen finales |                  |                |               |                        |                        |                         |         |
| 1.               | 14 januari 2006  | ATP Auckland   | Hardcourt     | Jarkko Nieminen (1)    | Mario Ančić            | 6-2, 6-2                | Details |
| 2.               | 15 januari 2012  | ATP Sydney     | Hardcourt     | Jarkko Nieminen (2)    | Julien Benneteau       | 6-2, 7-5                | Details |
| Verloren finales |                  |                |               |                        |                        |                         |         |
| 1.               | 20 december 1981 | Sofia          | Tapijt (i)    | Richard Meyer          | Leo Palin (1)          | 6-4, 7-6, 7-6           |         |
| 2.               | 29 oktober 2001  | ATP Stockholm  | Hardcourt (i) | Sjeng Schalken         | Jarkko Nieminen (1)    | 3-6, 6-3, 6-3, 4-6, 6-3 | Details |
| 3.               | 15 april 2002    | ATP Estoril    | Gravel        | David Nalbandian       | Jarkko Nieminen (2)    | 6-4, 7-6(5)             | Details |
| 4.               | 6 mei 2002       | ATP Mallorca   | Gravel        | Gastón Gaudio          | Jarkko Nieminen (3)    | 6-2, 6-3                | Details |
| 5.               | 5 mei 2003       | ATP München    | Gravel        | Roger Federer          | Jarkko Nieminen (4)    | 6-1, 6-4                | Details |
| 6.               | 16 oktober 2006  | ATP Stockholm  | Hardcourt (i) | James Blake            | Jarkko Nieminen (5)    | 6-4, 6-2                | Details |
| 7.               | 28 oktober 2007  | ATP Bazel      | Hardcourt (i) | Roger Federer          | Jarkko Nieminen (6)    | 6-3, 6-4                | Details |
| 8.               | 6 januari 2008   | ATP Adelaide   | Hardcourt     | Michaël Llodra         | Jarkko Nieminen (7)    | 6-3, 6-4                | Details |
| 9.               | 17 januari 2009  | ATP Sydney     | Hardcourt     | David Nalbandian       | Jarkko Nieminen (8)    | 6-3, 6-7, 6-2           | Details |
| 10.              | 3 oktober 2010   | ATP Bangkok    | Hardcourt (i) | Guillermo García López | Jarkko Nieminen (9)    | 6-4, 3-6, 6-4           | Details |
| 11.              | 23 oktober 2011  | ATP Stockholm  | Hardcourt (i) | Gaël Monfils           | Jarkko Nieminen (10)   | 7-5, 3-6, 6-2           | Details |
| 12.              | 25 mei 2013      | ATP Düsseldorf | Gravel        | Juan Mónaco            | Jarkko Nieminen (11)   | 6-4, 6-3                | Details |

Bijgewerkt t/m 05-05-2019

#### Enkelspel (voor open tijdperk)
| Legenda TB categorieën   |
| ------------------------ |
| Categorie A (Grand Slam) |
| Categorie B              |
| Categorie C              |
| Categorie D              |
| Olympische Spelen        |

| Nr.                                             | Datum           | Toernooi |   | Loting | Ondergrond | Winnaar           | Tegenstander in finale | Score               | Details |
| ----------------------------------------------- | --------------- | -------- | - | ------ | ---------- | ----------------- | ---------------------- | ------------------- | ------- |
| Gewonnen finales (TB categorieën: A, B, C en D) |                 |          |   |        |            |                   |                        |                     |         |
| Geen                                            |                 |          |   |        |            |                   |                        |                     |         |
| Verloren finales (TB categorieën: A, B, C en D) |                 |          |   |        |            |                   |                        |                     |         |
| 1.                                              | 2 mei 1926      | Rome     | C | KO8    | Gravel     | Jacques Brugnon   | Arne Grahn (1)         | 6-4, 6-2, 6-1       | [ 7 ]   |
| 2.                                              | 31 januari 1960 | Helsinki | D | KO16   | Indoor     | Nicola Pierangeli | Reino Nyyssonen (1)    | 8-10, 6-4, 6-2, 6-4 | [ 8 ]   |

### Toernooien
| Naam                                         | Plaats   | Categorie                 | Ondergrond                                                                              | Periode                                     | Locatie               | Jaargangen                                           |
| -------------------------------------------- | -------- | ------------------------- | --------------------------------------------------------------------------------------- | ------------------------------------------- | --------------------- | ---------------------------------------------------- |
| Huidige toernooien                           |          |                           |                                                                                         |                                             |                       |                                                      |
| Tampere Open                                 | Tampere  | ATP Challenger            | Gravel, buiten                                                                          | Juli/augustus (1987-heden) Juni (1982-1986) | Tampere Tennis Center | vanaf 1982                                           |
| Voormalige toernooien                        |          |                           |                                                                                         |                                             |                       |                                                      |
| IPP Open                                     | Helsinki | ATP Challenger            | Hardcourt, indoor                                                                       | Oktober/november                            | Tali Tennis Center    | 2001 - 2014                                          |
| Finnish Open                                 | Helsinki | ATP Challenger            | Gravel, buiten                                                                          | Juli                                        |                       | 2003                                                 |
| Hanko Open                                   | Hanko    | ATP Challenger            | Gravel, buiten                                                                          | Juli                                        |                       | 1986 - 1991                                          |
| Helsinki Challenger                          | Helsinki | ATP Challenger            | Tapijt, indoor                                                                          | Oktober/november                            |                       | 1983 - 1991                                          |
| Scandinavian Indoor Championships            | Helsinki | Grand Prix circuit (1977) | Tapijt, indoor (1977 en 1973) Hout, indoor (1969, 1965, 1961, 1958, 1954, 1951 en 1938) | Januari/februari/maart                      |                       | 1977, 1973, 1969, 1965, 1961, 1958, 1954, 1951, 1938 |
| Helsinki Open                                | Helsinki |                           | Tapijt, indoor                                                                          | November                                    |                       | 1975                                                 |
| Helsinki International                       | Helsinki |                           | Gravel, buiten                                                                          | Mei/juni                                    |                       | 1966-1968                                            |
| Finland National Covered Court Championships | Helsinki |                           | Indoor                                                                                  | Januari                                     |                       | 1960                                                 |

## Vrouwen

### "Top 150" speelsters enkelspel (vanafopen tijdperk)
| Nr. | Speelster     | Hoogste positie | Datum hoogste positie | W-V     | Titels | Finales |
| --- | ------------- | --------------- | --------------------- | ------- | ------ | ------- |
| 1.  | Emma Laine    | 50              | 2006-08-07            | 293-206 | 0      | 0       |
| 2.  | Nanne Dahlman | 119             | 1996-08-12            | 52-83   | 0      | 0       |

Bijgewerkt t/m 05-05-2019

### Finaleplaatsen
| Legenda                | Legenda                  |
| ---------------------- | ------------------------ |
| Grandslamtoernooi      |                          |
| Olympische Spelen      |                          |
| Year-End Championships |                          |
| tot 2009               | 2009 – 2020 / vanaf 2021 |
| Tier I                 | Premier Mandatory        |
| Tier II                | Premier Five / WTA 1000  |
| Tier III               | Premier / WTA 500        |
| Tier IV & V            | International / WTA 250  |
|                        | Challenger / WTA 125     |

#### Enkelspel (open tijdperk)
| Nr.              | Datum | Toernooi | Ondergrond | Winnaar | Tegenstander in finale | Score | Details |
| ---------------- | ----- | -------- | ---------- | ------- | ---------------------- | ----- | ------- |
| Gewonnen finales |       |          |            |         |                        |       |         |
| Geen             |       |          |            |         |                        |       |         |
| Verloren finales |       |          |            |         |                        |       |         |
| Geen             |       |          |            |         |                        |       |         |

Bijgewerkt t/m 05-05-2019

### Toernooien
| Naam                              | Plaats   | Categorie   | Ondergrond                                                                              | Periode          | Locatie | Jaargangen                                           |
| --------------------------------- | -------- | ----------- | --------------------------------------------------------------------------------------- | ---------------- | ------- | ---------------------------------------------------- |
| Huidige toernooien                |          |             |                                                                                         |                  |         |                                                      |
| Geen                              |          |             |                                                                                         |                  |         |                                                      |
| Voormalige toernooien             |          |             |                                                                                         |                  |         |                                                      |
| Nordea Nordic Light Open          | Espoo    | WTA Tier IV | Gravel, buiten                                                                          | Augustus         |         | 2002-2003                                            |
| Scandinavian Indoor Championships | Helsinki |             | Tapijt, indoor (1977 en 1973) Hout, indoor (1969, 1965, 1961, 1958, 1954, 1951 en 1938) | Januari/februari |         | 1977, 1973, 1969, 1965, 1961, 1958, 1954, 1951, 1938 |

## Tennisspelers van Finse afkomst
| Naam            | Hoogste positie | Datum hoogste positie | W-V    | Titels | Finales | Uitkomend voor                      | Geboren in | Afkomst vader | Afkomst moeder |
| --------------- | --------------- | --------------------- | ------ | ------ | ------- | ----------------------------------- | ---------- | ------------- | -------------- |
| Lucas Pouille   | 10              | 2018-03-19            | 114-94 | 5      | 4       | Frankrijk                           | Frankrijk  | Frankrijk     | Finland        |
| Henri Laaksonen | 93              | 2017-08-07            | 32-39  | 0      | 0       | Zwitserland (2011-) Finland (-2010) | Finland    | Zwitserland   | Finland        |

Bijgewerkt t/m 05-05-2019

## Ledenaantallen STL
Hieronder de ontwikkeling van het ledenaantal en het aantal verenigingen:
| Jaar | Ledenaantallen | Ledenaantallen | Ledenaantallen | Ledenaantallen | Ledenaantallen | Ledenaantallen | Ledenaantallen | Verenigingen |
| Jaar | Jongens        | Meisjes        | Totaal jeugd   | Mannen         | Vrouwen        | Totaal volwas. | Totaal         | Verenigingen |
| ---- | -------------- | -------------- | -------------- | -------------- | -------------- | -------------- | -------------- | ------------ |
| 2016 | 5.037          | 3.383          | 8.420          | 9.067          | 4.741          | 13.808         | 22.228         | 170          |
| 2015 | 4.785          | 3.441          | 8.226          | 9.324          | 4.616          | 13.940         | 22.166         | 172          |
| 2014 | 4.944          | 3.324          | 8.268          | 9.766          | 4.614          | 14.380         | 22.648         | 175          |
| 2013 | 5.448          | 3.898          | 9.346          | 9.949          | 4.595          | 14.544         | 23.890         | 192          |
| 2012 | 5.551          | 3.650          | 9.201          | 9.542          | 4.466          | 14.008         | 23.209         | 190          |
| 2011 | 5.154          | 3.659          | 8.813          | 9.605          | 4.442          | 14.047         | 22.860         | 193          |
| 2010 | 5.445          | 3.604          | 9.049          | 8.839          | 3.944          | 12.783         | 21.832         | 192          |
| 2009 | 5.509          | 3.573          | 9.082          | 8.747          | 3.609          | 12.356         | 21.438         | 193          |